# 台場怪奇学校
台場怪奇学校（だいばかいきがっこう）は、ウォークスルータイプ（徒歩移動型）のホラーアトラクション（お化け屋敷）。2006年にデックス東京ビーチの台場一丁目商店街にオープンした。40年前に廃校になった呪われた小学校がテーマ。懐中電灯の明かりを頼りに、グループで歩いて移動する。特色が出てリピーターも多い。2006年にホラープランナー幽霊ゾンビが監修して作られた。
また、期間限定で通常営業とは異なる内容のお化け屋敷をこれまでに数多く開催している（詳しくは後述）。
週刊FLASH「絶叫回数ランキング」国内2位、日経トレンディ「恐怖度ランキング」国内3位を獲得しており、全国でも屈指の怖さだと言われている。
これまでに台場奇学校を体験した人数は、累計100万人を超える。
『台場怪奇学校』は日本で初めて海外に進出した（2010）海外展開のパイオニア的存在である。
現在は齊藤ゾンビが幽霊ゾンビの代表を務めている。

## 台場怪奇屋敷
マイケル・ティー・ヤマグチ　創立。企画プロデュース、制作。講師を務めていた専門学生たちの就職先として元食器屋をリノベーション。
ストーリーは、昭和30年代にお化け屋敷で行方不明となった、サッチャンという女の子の捜索と供養の為の潜入。赤いポーチをさがし、サッチャンの好きだったアメを入れるのが目的。
2004年4月にオープンし、2005年ごろから幽霊ゾンビ監修。古いお化け屋敷に潜入するお化け屋敷という珍しい設定で、一年中人が脅かすようになったため、その恐さが評判となった。
その結果、小さなお化け屋敷としては異例の数のTV取材を受け、富士急ハイランドの超・戦慄迷宮より怖い、恐さとして知られるようになった。一時期あまりの恐さにお客が激減し、こわくないモードや選べるオバケモードで対策した。
2006年10月22日台場怪奇学校に改装してオープン。

## 台場怪奇学校
2006年11月25日、舞台を廃校に移し、リニューアルオープン。
なお、当初は「集団自殺が起こった教室で、生徒の一人の日記を見つけてくる。」というストーリーだったが、オープン当時児童の自殺が世間的に問題となっていたため、「ヒトガタをお供えして供養してくる」というストーリーに変更となった。
TVや雑誌、YouTubeなどのロケ地としても多く使われている。
厳しい入場制限などがあり、同意書に署名しなくてはならない。
2013年3月より「四つの呪い」が開催されており、4体の霊から1体選択できるシステムを導入。

### 4体の霊
トキオくん
いじめを受け首を吊って死んだ少年。
みっちゃん
首だけで飛び回る少女。今も体を探し続けている。
しんちゃん
行方不明になった少年。その後、ロッカーの中から腐乱死体となって発見された。
メイコさん
こっくりさんに憑りつかれた。級友を殺し逃亡、現在も生死不明。

## 浜松怪奇学校
静岡県浜松市の複合商業施設「ザザシティ浜松」にあったお化け屋敷で、初のフランチャイズ店。
- オープン後、大反響を呼び、最大3時間待ちを記録。さらにオープンから3か月間、行列が一切絶えなかった。
- お化け屋敷のテーマは「火事」
- ストーリーから一部抜粋「40年前にある小学校で発生した謎の火事は、図書室にある赤い本の呪いではないかと噂された...」
- 敷地面積は台場怪奇学校の約1.5倍。そのため所要時間も歩行距離も長い。
- 入場者の最大リタイヤ率が60％を突破した。
- 学校内は3つのエリアに分かれている。

### 3つのエリア
機械脅かしエリア
学校の雰囲気を最大限に出すため内装に凝ったエリア。
人による脅かしエリア
（SAITO∞REALゾーン）壁に開けられた大きな穴に入り、SAITO∞REAL方式を駆使したお化けが直接驚かすエリア。
ミッションエリア
学校の裏庭から謎の火事が起こった図書室へ入れる扉がある。中に入ると煙が充満しており、生徒達の死体が転がっている。ラストの火事の演出は圧巻。

## 台場怪奇学校 名古屋校
2017年3月30日に、レゴランド横商業施設「Maker's Pier」内にオープンしたお化け屋敷。開業当初の名称は「台場怪奇学校 名古屋校〜呪いの始まり〜」。
台場校にはない部屋・演出が追加されており、独特な空間を体感できるお化け屋敷。ストーリーも名古屋校独自のオリジナル仕様となっており、ここでしか体験することができない。
定期的に新たな演出、仕掛け、造形、デザインが追加されるのも大きな特徴。台場校より約1.5倍もの広さで、歩行距離、所要時間も長く、より恐怖度を高める。
お化け屋敷だけでなくゲームコーナーや物販エリアがある他、全国でここだけの台場怪奇学校オリジナルプリクラ機がある。
2019年7月13日より新たなストーリーを展開した。より内装のビジュアル面を強化し、恐怖度を高め、順路を拡張した「台場怪奇学校 名古屋校〜死が嗣ぐ所以〜」を開催。
2020年冬季より飼沼滉大氏が総合演出を手掛けた。大人向けの「ノーマルモード」、ファミリー向けの「魔除けモード」の2種類から怖さのレベルを選択する事ができる。更には指定日限定で、恐怖を極めたプレミアムバージョンである「最恐モード」が存在する。

### 開催概要
- タイトル：『台場怪奇学校〜死が嗣ぐ所以〜』
- 開催期間：2019年7月13日から通年開催
- 開催時間：平日11時〜18時、土日祝10時〜19時
- 開催場所：台場怪奇学校 名古屋校（愛知県名古屋市港区金城ふ頭2丁目7-1）
- 入場制限：6歳以上（魔除けモードは3歳以上で入場可）
- 料金：800円
- 企画・制作：リプラインエージェンシー
- プロデュース：齊藤ゾンビ、飼沼滉大
- 映像監修：OLD ROOTS
- お化け造形：出雲ノブオ

## 台場怪奇学校 海外校
台場怪奇学校は日本で始めて海外に進出したお化け屋敷である。
これまでに、開催したお化け屋敷は2か国。

### 台湾
- 東京の恐怖學園（2010）：台湾、台北市で開催されたお化け屋敷。大反響を呼び、最大7時間待ちを記録した。
- 東京の恐怖學園〜2年１班（2011）：台湾シリーズ2年目。前年よりも恐怖度が上がった。
- 東京の恐怖學園〜地下室（2013）：台湾シリーズ3年目。地下室がテーマのお化け屋敷。
- 東京の恐怖學園〜図書館（2014）：台湾シリーズ最終年。過去最高のクオリティとの呼び声が高い。

### 中国・上海
- 台場怪奇学校〜上海分校〜（2017）：「呪いの絵」がモチーフになったお化け屋敷。

## プロデューサー
現在、「台場怪奇学校」のプロデュースを行っているのは主に2名。
- 幽霊ゾンビ：齊藤ゾンビ（平野ユーレイは2014年に脱退）
- 飼沼滉大：企画、演出担当。お化け屋敷に使用するBGMも手掛ける。

## SAITO∞REAL方式
齊藤ゾンビ氏が約4年もの歳月を費やして生み出した究極の恐怖演出方法。
従来のお化け屋敷と比べ下記のような効果が生みだされる。
- 本物の幽霊に遭遇したかのような体験。
- 本当の心霊スポットに訪れた感覚に陥る。

これらを実現させるためには以下のエッセンスが必要となる。
暗闇：DARK
暗闇で想像力を。怪奇学校は他のお化け屋敷よりも非常に暗い。暗闇は、想像力をかきたてる。人間は暗闇に見えない恐怖を想像し、とてつもない恐怖を感じる。
使命：MISSION
目的を持つ事で主人公に。ゲストに使命（ミッション）を課すことで、お化け屋敷の世界観へ引き込ませることができる。さらに、緊張感と真剣味も追加できる。お化け屋敷を最大限に楽しむためにも必要不可欠な要素といえる。
生音：LIVE SOUND
生音で一層のリアリティ。無音にすることによってゲストを非日常で異様な感覚に陥れさせることができる。 また、作り物（スピーカーから流れる音）ではない本物の音・振動はリアリティを増幅させ、恐怖をより倍増させる効果がある。
変化：FEED BACK
タイミングは常に変化。人それぞれ怖がるタイミングは異なる。そのため、ゲストのそれぞれに合わせた最適なタイミングで驚かす必要がある。これらは、ゲストの視線、歩き方、会話の内容、懐中電灯の照らし方、顔の動きなどを確認し、ベストなタイミングを計る技術が必要となる。
この他にも、「ゲストを不安にさせる方法」や「ゲストの行動をコントロールできる方法」などの方法を駆使している。

## タイアップ・コラボ企画
「台場怪奇学校」では期間限定で様々な映画やアニメなどとコラボ企画を行なっている。
通常営業と比較して、企画・演出・内容・内装等異なる点がある。

### 映画
- キャビンフィーバー (2005)
- THE EYE2 (2006)
- THE EYE3 (2007)
- ブギーマン (2006)
- 口裂け女 (2007)
- DVD「幽霊ゾンビ」 (2007)
- 口裂け女2 (2008)
- 黒い家 (2008)
- アイズ (2015)
- IT〜それが見えたら、終わり。 (2017)
- がっこうぐらし (2019)
- ホーンテッド 世界一怖いお化け屋敷 (2020)

### アニメ・ゲーム
- コープスパーティ(2015)
- 地獄少女 (2017)
- 富江 (2018)
- 夜廻 (2018)

### 食品
- ハイチュウ (2015)

## 過去のイベント・バージョン
- クリスマスバージョン:毎年クリスマスには、サンタがオバケになる。
- キューピッドバージョン：天使と堕天使の戦い
- クエストモード：恐くないモードやハードなオバケを選んで入る。
- サッチャンFINAL：塩を使って本当の供養
- スペシャルバージョン：VIPだけに実施する予約制
- 特殊メイクイベント：リアルな傷などをその場で作ってもらえる（現在は中止されている）。持って入り、幽
- 心霊写真の撮影：入場後すぐに手持ちのカメラでスタッフにとってもらうと何かが写る。
- スペシャルバージョン：要予約、2名以上で一人3000円払って特別なお化け屋敷を体験できる（現在は実施していない）。

## 期間限定お化け屋敷
- ミッチャンの生首伝説（2007）：生首を持って進むお化け屋敷。最後に霊媒師に返す。
- 雛人形伝説（2008）：呪われた雛人形にまつわるストーリーとなっている。
- 呪われた心霊写真（2009）：ゲストが実際に心霊写真に写る体験ができた。
- ヤミコの呪い（2010）：台湾とのコラボイベント。ゴーストアイを使用した。
- 闇ツブ〜闇ト少女ト孤独ナ呟キ〜（2011）：前年に引き続いて「ヤミコ」の関連企画、Twitterと連動した企画。
- 呪われた指輪〜愛のかたち〜（2011）：カップルにまつわるお化け屋敷。
- 願いの叶う場所（2012）：全部3部作で展開したお化け屋敷。
- 呪いの雪人形（2013）：親子にまつわる恐ろしいストーリーを展開。
- 閉ざされた音楽室（2014）：台場怪奇学校初の音楽室をモチーフにしたお化け屋敷。
- 実験室の悪夢（2015）：殺人事件が起きる前にタイムスリップするマルチエンド方式のお化け屋敷。
- 影隠しごっこ（2016）：巷で流行っている禁断の遊びにまつわるストーリー。
- 禁断の家庭訪問（2016）：民家をテーマにしたお化け屋敷。ゲストは臨時教師として家庭訪問する内容。
- 纏わりのちぎられ髪〜惨憺たる所以（2019）：垂れ下がっている髪をかかきけながら進んでいかなければならない。